# Tramwaj wodny

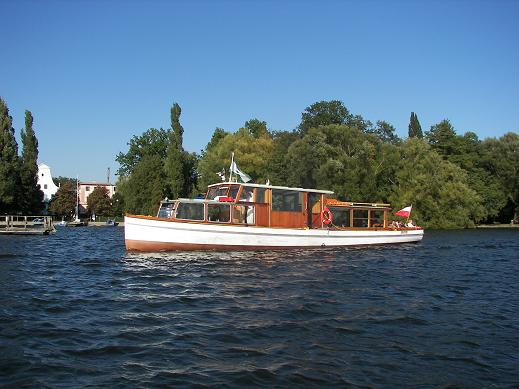
Szczecinecki Tramwaj Wodny

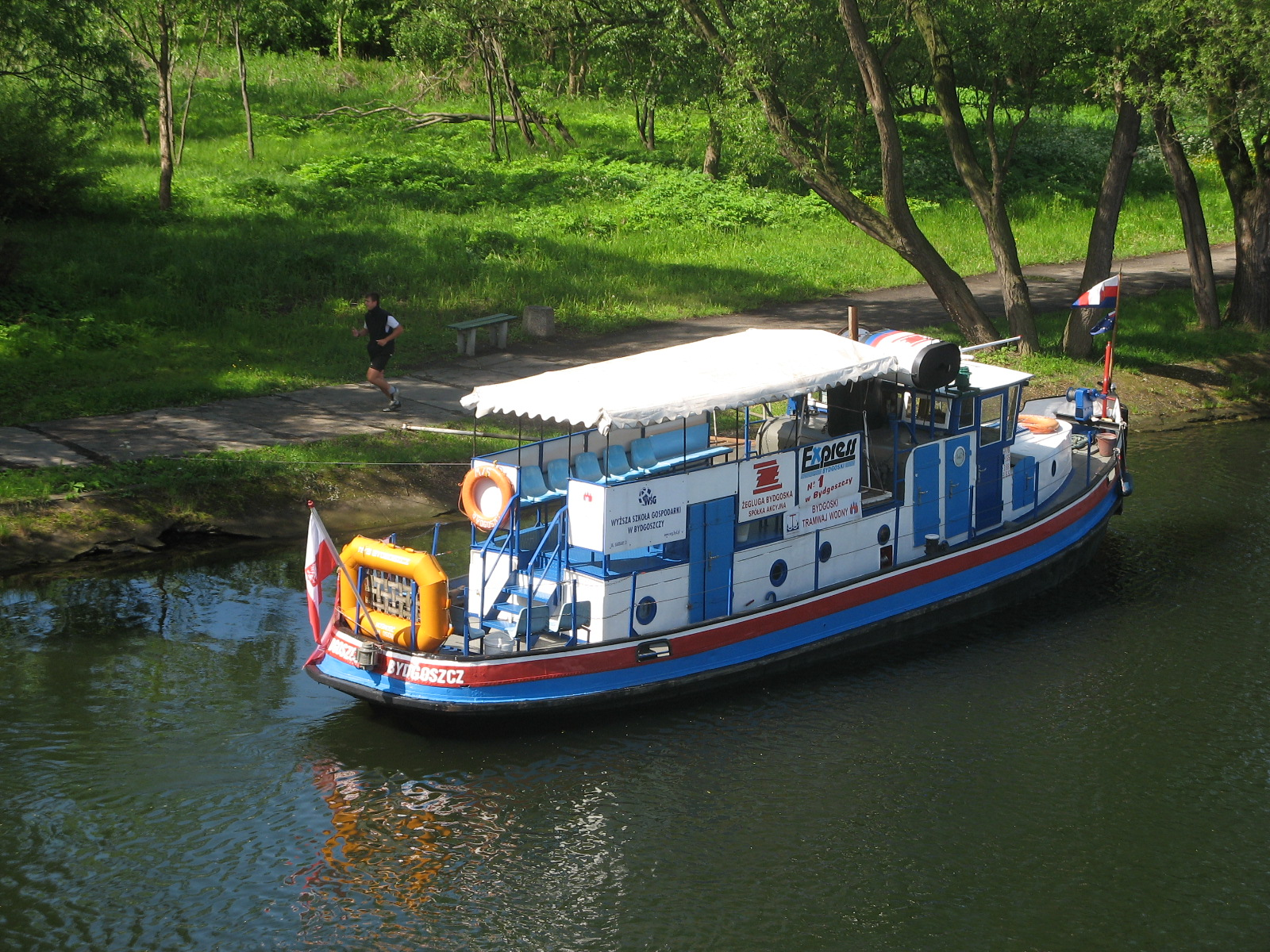
Bydgoski Tramwaj Wodny

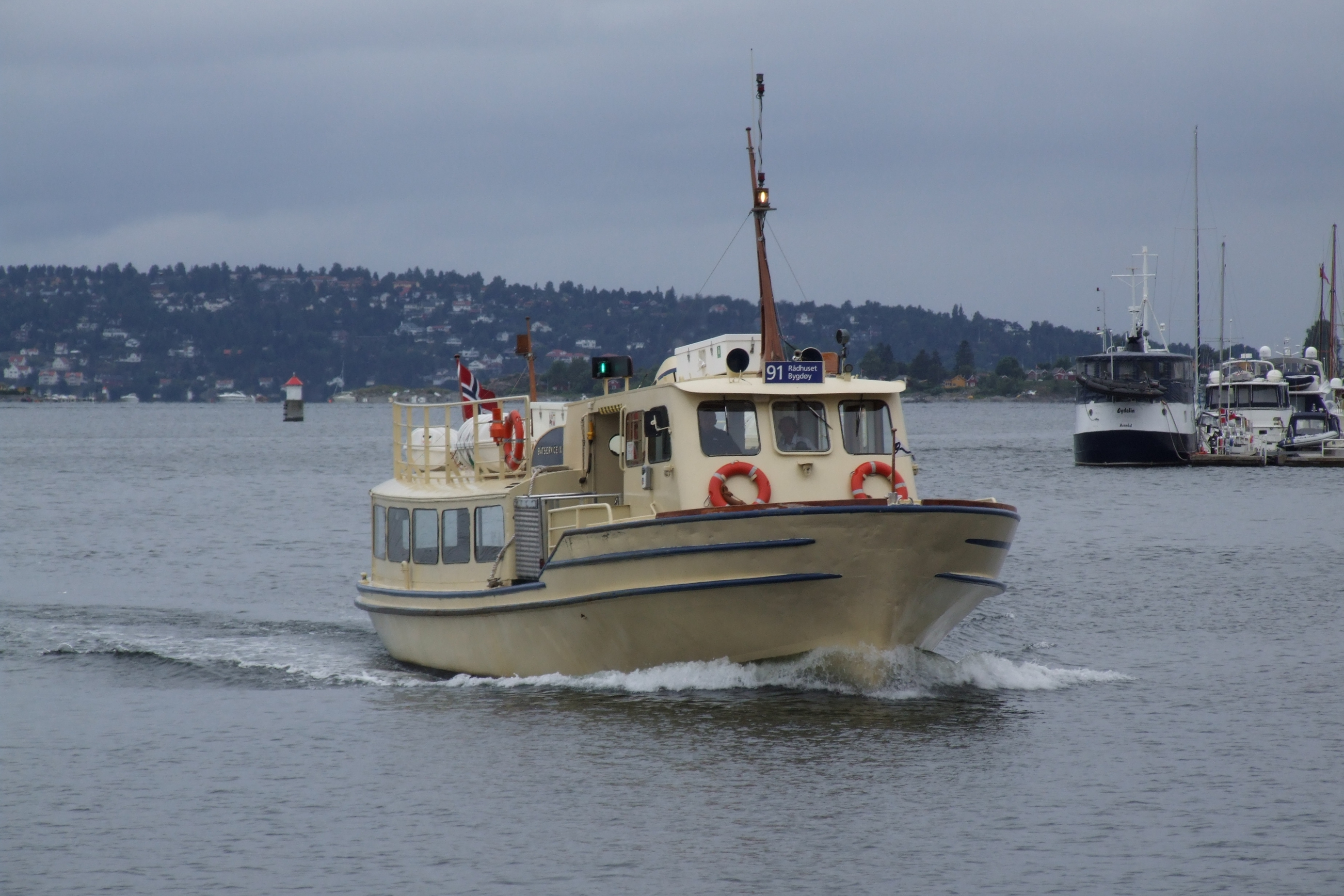
Taksówka wodna w Oslo

Tramwaj wodny – mały statek śródlądowy lub portowy przewożący ludzi pomiędzy kilkoma (kilkunastoma) przystaniami na stałej trasie i według określonego rozkładu jazdy. Podstawową różnicą w stosunku do promu jest to, że nie łączy dwóch punktów oddzielonych przeszkodą wodną, a kursuje po wyznaczonej trasie.
Tramwaj wodny pojawił się w XIX wieku z chwilą upowszechnienia się napędu parowego na statkach. Nazwa jego pochodzi od tramwaju szynowego bardzo popularnego w tym samym wieku. Nie stanowił on dla niego konkurencji, a raczej był jego uzupełnieniem w dużych miastach, leżących nad rzekami z dużą liczbą kanałów. Równie popularny był w dużych portach morskich np. Hamburg, gdzie do dzisiaj funkcjonują linie tramwajów wodnych oznaczone numerami. W Oslo tramwaje wodne wykorzystywane są latem do przewożenia turystów, natomiast zimą można dzięki nim dostać się z centrum miasta do wysp położonych na Oslofjordzie. Na Jeziorze Genewskim tramwaje wodne (fr. lokalnie: Mouettes Genevoises) obsługują cztery linie regularne pomiędzy pięcioma przystaniami na terenie Genewy, a korzystanie z nich odbywa się na podstawie biletów komunikacji miejskiej. Kursujące po rzece Menam tramwaje wodne (dzielące się na linie zwykłe, szybkie i ekspresowe) są ważnym elementem komunikacji miejskiej Bangkoku.
W Polsce reaktywuje się stare połączenia (Bydgoszcz, Gdańsk, Gdynia, Hel, Sopot, Szczecin, Szczecinek, Warszawa) lub tworzy nowe (Darłowo, Kraków, Koszalin, Piła, Poznań).